# Ливада, Николай Николаевич
Никола́й Никола́евич Лива́да (22 октября 1941, хутор Самойлов, Гулькевичский район, Краснодарский край) — российский художник, живописец и график, сценограф.

## Биография
С 1965 по 1969 год учился в Ростовском художественном училище им. М. Б. Грекова на театральном отделении (класс З. Г. Повороженко).
С 1970 по 1996 год работал главным художником в Таганрогском драматическом театре им. А.П. Чехова. С 1989 по 1992 работал главным художником Днепропетровского театра оперы и балета. Оформил более 100 разнообразных по стилистике спектаклей.
Многие годы работал председателем Таганрогского отделения Союза художников.
Живет и работает в Таганроге.

## Работы находятся в собраниях
- Таганрогский художественный музей, Таганрог.[3]

## Персональные выставки
- 2013 — «Бог съхраняет всё». Таганрогский художественный музей, Таганрог.[4]

## Звания и награды
- 1974 — Заслуженный работник культуры РСФСР
- Медаль «За трудовое отличие»